# Duroia palustris
Duroia palustris är en måreväxtart som beskrevs av Adolpho Ducke. Duroia palustris ingår i släktet Duroia och familjen måreväxter. Inga underarter finns listade i Catalogue of Life.